# Antoni Mayol Llompart
Antoni Mayol Llompart (Alcúdia, Mallorca, 1973) és un historiador mallorquí especialitzat en història medieval amb una preferència per temes econòmics, fiscals i comercials.
Estudià la llicenciatura de Geografia i Història a la Universitat de les Illes Balears. Posteriorment, es va especialitzar en Història Medieval. Obtingué la suficiència investigadora (DEA) amb la investigació titulada «Finances i Fiscalitat Medievals. Ingrés i despesa en les viles de la part forana de Mallorca: Alcúdia, Muro i Pollença, 1330-1460». Des de 2001 publica llibres d’història relacionats amb la temàtica, entre ells, La festa a l’època medieval (1350-1450) (El Gall, 2008). Actualment és arxiver a l'Arxiu Municipal de la Ciutat d'Alcúdia.

## Obres destacades
Per una bibliografia extensa vegeu «Obra de Antoni Mayol Llompart» a Dialnet.
- Distribució de la riquesa d'Alcúdia en el segle xvi. Quaderns d'Alcúdia Nº 7.(2001)
- La fiscalitat directa en el món rural medieval: La vila de Muro a finals del segle xiv (2001)
- El Comerç marítim entre Alcúdia i Ciutadella en la baixa edat mitjana (1300-1526) (2005)
- Els personatges del Corpus alcudienc al segle XVIII: les àguiles i Sant Joan Pelós, David, àngels, apòstols, Barba Roja i el dimoni (2006)
- «La Universitat d'Inca (1436-1437). Finances i través del llibre del clavari Bartomeu Estrany» (2007)[5]
- La festa a l'època medieval 1350 - 1460 (2008)